# イーソン・チャン
イーソン・チャン（陳 奕迅、Eason Chan、1974年7月27日－）は、香港で絶大な人気を誇る香港出身の歌手、俳優。広東語の発音はChan Yik-shun。1996年にアルバム『陳奕迅』でデビュー。

## 略歴
香港生まれ。小学校卒業後、イギリスのDauntsey's Schoolに留学、その後、キングストン大学に入学し、建築と音楽を学んだ。1995年の夏休みに一時帰国した際、友人の勧めで出場したTVB主催のオーディションでジャッキー・チュンの『望月』を歌って優勝。これをきっかけに香港の音楽レーベル華星唱片（Capital Artists）と契約し、1996年にデビューアルバム『陳奕迅』をリリース。1998年に広東語アルバム『我的快楽時代』をリリースすると、数々の賞を受賞、歌手としての地位を確立した。
2000年にエンペラー・エンターテインメント・グループに移籍すると、『Shall We Talk』、『打得火熱』、『K歌之王』、『明年今日』などのヒット曲を次々とリリース。2000年～2002年には、最もヒットした曲に贈られる「四台聯頒音楽大獎(ラジオ4局による音楽大賞)」を3年連続で受賞。そのほか、香港4大音楽祭の一つ「叱咤楽壇流行榜頒奨典礼」の「男性歌手金賞」など数々の賞を獲得した。このころには台湾にも進出、2003年には中国語アルバム『Special Thanks To...』が台湾のグラミー賞とも呼ばれる「金曲奨」の「最優秀男性歌手賞」と「最優秀アルバム賞」を同時に受賞。「最優秀男性歌手賞」の受賞は香港出身歌手としては張学友（ジャッキー・チュン）に次ぐ2人目、二つの賞を受賞したのは香港出身歌手としては初の快挙だった。
順風満帆の歌手生活を送っていたイーソンだが、2003年に所属事務所との契約問題が発生し、芸能活動がほぼ休止状態となったほか、父親である陳裘大が賄賂事件で逮捕されるなど芸能人としての危機に陥った。
2004年に当時彼女だったヒラリー・ツイとの間に長女が誕生した（二人が結婚したのは2年後の2006年3月23日）。
2005年にユニバーサルミュージック香港（環球唱片）グループの新芸宝唱片に移籍すると、芸能活動を本格的に再開。同年リリースした広東語アルバム『U87』は「叱咤楽壇流行榜頒奨典礼」の「男性歌手金賞」など数々の賞を受賞したほか、「最も買う価値のあるアジアのCD」として米誌『TIME』にも紹介された。
2006年11月にリリースしたアルバム『What's Going On...?』が中華圏有数の音楽アワード「十大中文金曲頒奨音楽会」や「叱咤楽壇流行榜頒奨典礼」などで複数の賞を受賞。また、同アルバムに収録された「富士山下」の北京語バージョン「愛情転移」は2007年における中国大陸の音楽賞を総なめにした。
2007年10月からはワールドツアー「Eason's Moving On Stage」をアメリカ、カナダ、オーストラリア、マレーシア、シンガポールなど45会場で実施、ワールドワイドな活動を展開した。
2008年1月、「2007年度十大勁歌金曲頒奨典礼」の「アジア太平洋地区で最も歓迎された香港の男性歌手」および「最も歓迎された男性歌手」部門を受賞。同二賞を同時に受賞したのはアンディ・ラウとイーソン・チャンだけである。同月にはさらに、5度目となる「四台聯頒音楽大獎」を受賞。アンディ・ラウを抜いて、同賞の最多受賞者となった。
2009年6月、北京語アルバム『不想放手』で自身2度目となる金曲奨の「最優秀アルバム賞」を受賞。同賞を2回以上受賞したのは、非台湾出身歌手としては初めての快挙だった。
2010年5月より、初のヨーロッパツアーを実施。ロンドンのロイヤル・アルバート・ホール、マンチェスターのアポロシアター、ロッテルダムのアホイ・ロッテルダムでコンサートを行った。ロイヤル・アルバート・ホールでコンサートを開いたのは、香港出身歌手としては2人目（1人目はロマン・タム）。

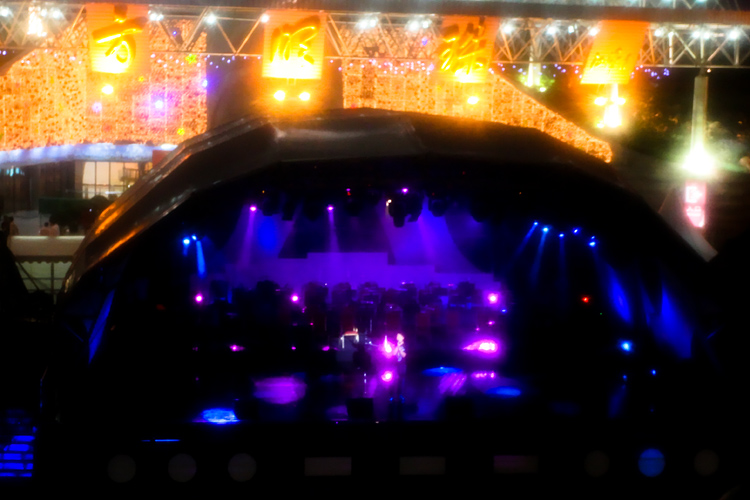
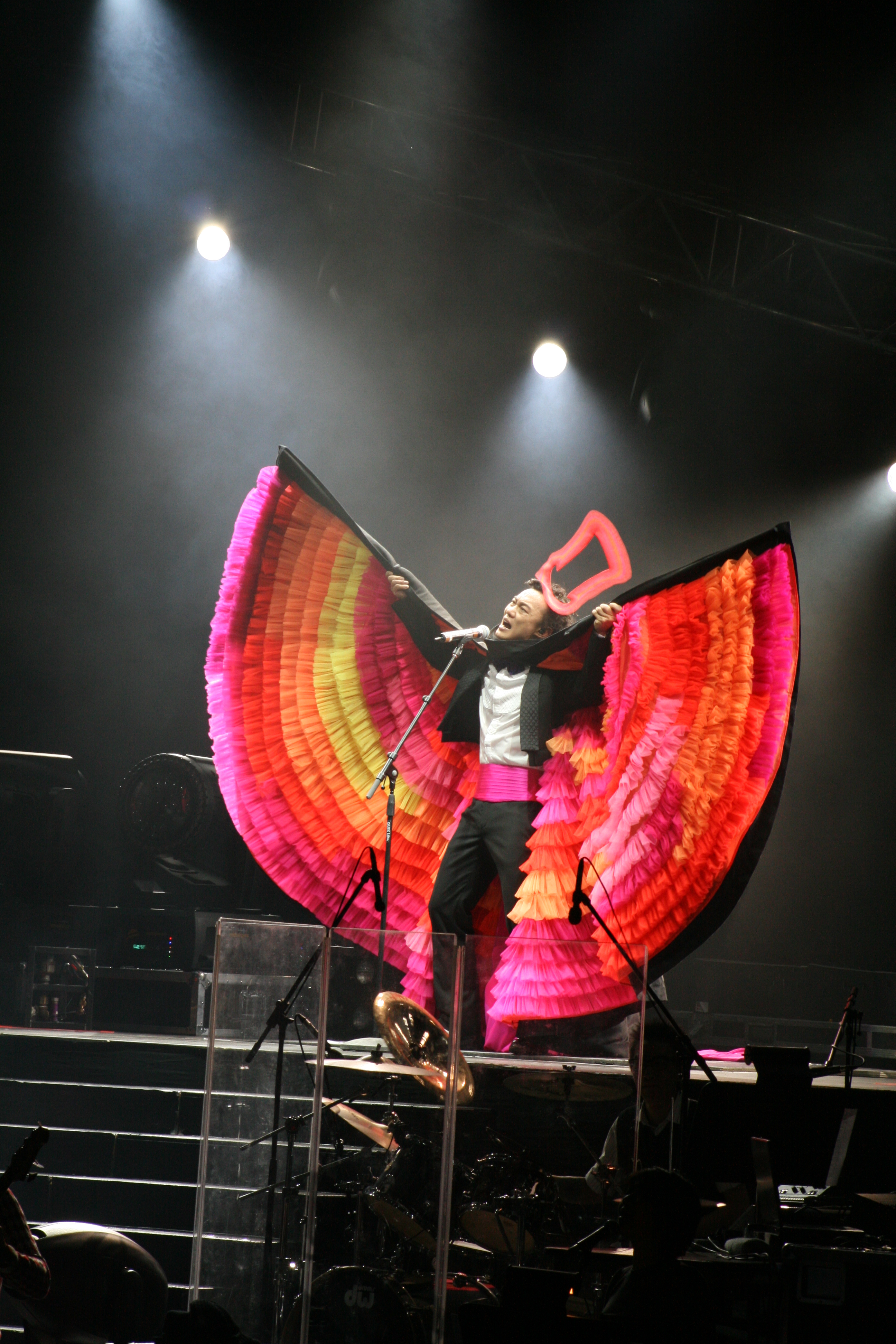
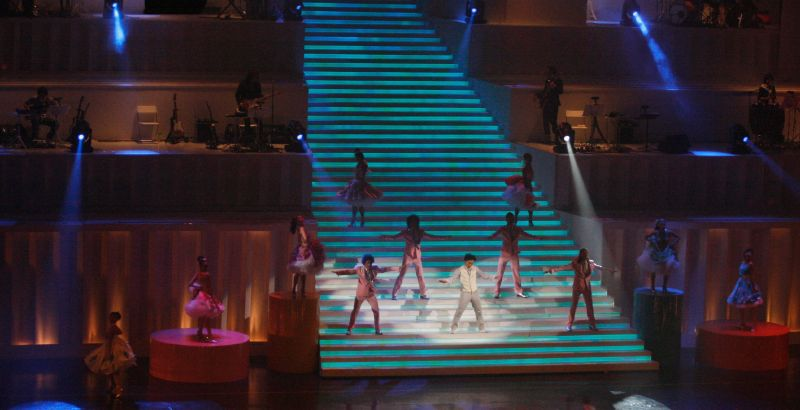
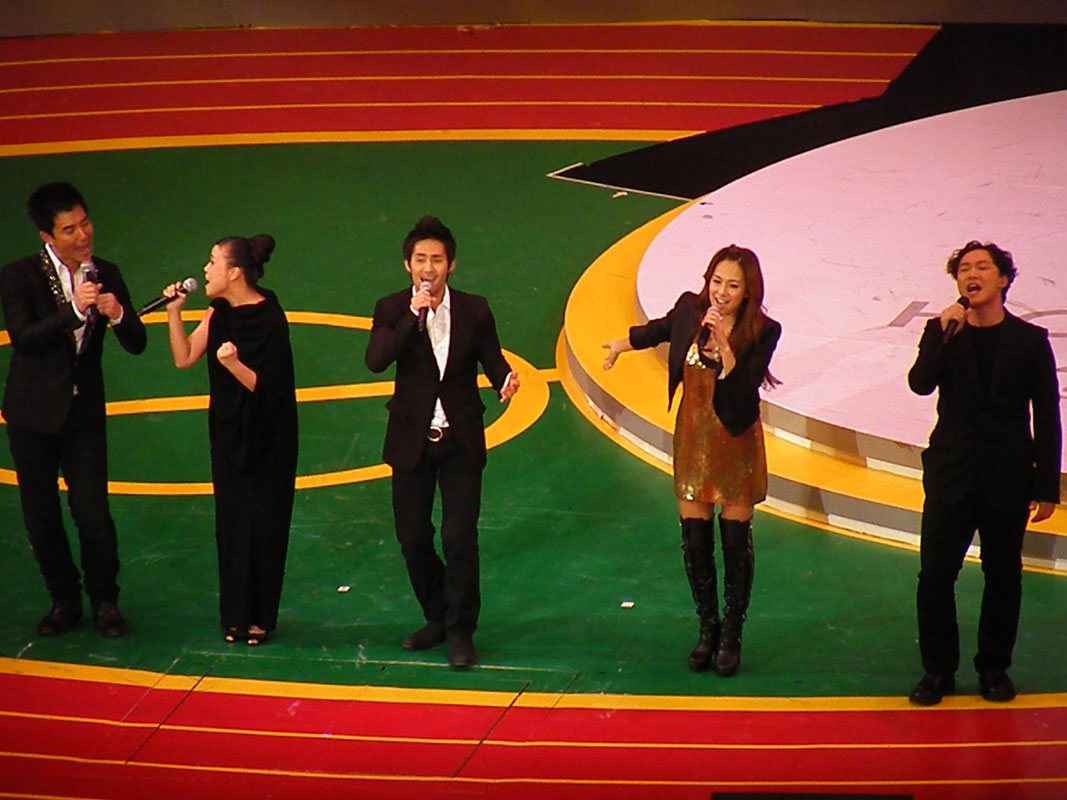
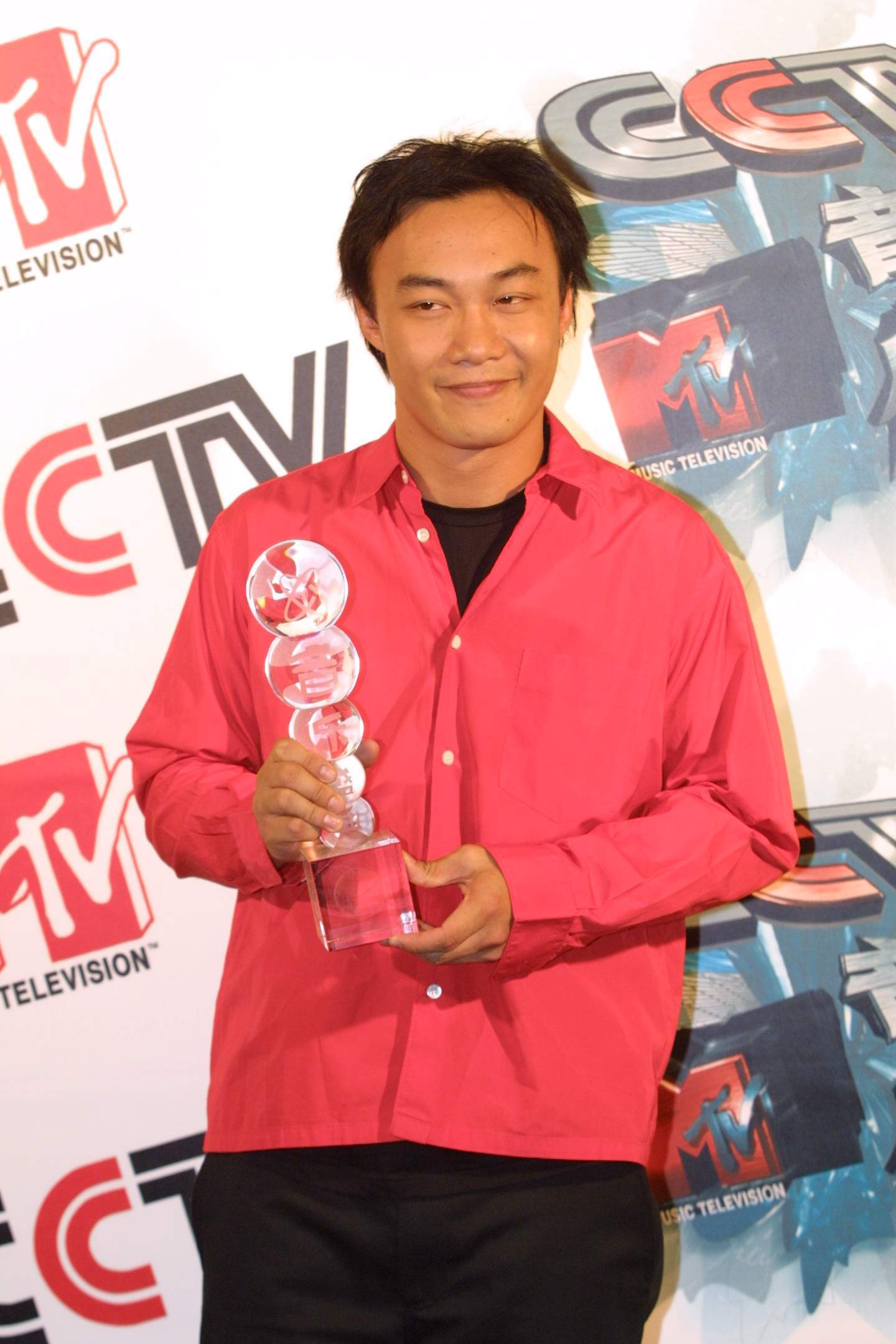

## ディスコグラフィー

### スタジオ・アルバム
- 1996年 - 陳奕迅（広東語）
- 1996年 - 一滴眼涙 (北京語)
- 1997年 - 与我常在 (広東語)
- 1997年 - 醞釀 (北京語)
- 1998年 - 我的快楽時代 (広東語)
- 1998年 - 新生活 (広東語)
- 1999年 - 天佑愛人 (広東語)
- 1999年 - 婚禮的祝福 (北京語)
- 1999年 - 幸福 (広東語)
- 2000年 - Nothing Really Matters (広東語)
- 2000年 - 打得火熱 (広東語)
- 2001年 - Shall We Dance? Shall We Talk! (広東語)
- 2001年 - 反正是我 (北京語)
- 2001年 - The Easy Ride (広東語)
- 2002年 - Special Thanks To... (北京語)
- 2002年 - 五星級的家 (広東語)
- 2002年 - The Line - Up (広東語)
- 2002年 - 黑白灰 (北京語)
- 2003年 - Live For Today (広東語)
- 2003年 - 七 (北京語)
- 2005年 - U87 (広東語)
- 2005年 - 怎麼様 (北京語)
- 2006年 - Life Continues... (広東語)
- 2006年 - What's going on...? (広東語)
- 2007年 - 認了吧 (北京語)
- 2007年 - Listen To Eason Chan (広東語)
- 2008年 - Soliday (広東語)
- 2008年 - 不想放手 (北京語)
- 2009年 - H³M (広東語)
- 2009年 - 上五楼的快活 (北京語)
- 2010年 - Time Flies (広東語)
- 2010年 - Taste the Atmosphere (広東語)
- 2011年 - Stranger Under My Skin (広東語)
- 2011年 - ？(北京語)
- 2012年 - ...3mm (広東語)
- 2013年 - The Key (広東語)
- 2014年 - rice & shine (北京語)
- 2015年 - 準備中 (広東語)
- 2017年 - C'mon in~ (北京語)
- 2018年 - L.O.V.E. (広東語)
- 2023年 - CHIN UP!  (広東語)

### ライブ・アルバム
- 1998年 - 新生活音楽会（CD）
- 1999年 - 加洲紅紅人館903狂熱份子演唱会（VCD/DVD）
- 1999年 - 陳奕迅大個唱（VCD/DVD）
- 2000年 - Eason & Friends 903 Id Club拉闊音楽会（CD/VCD/DVD）
- 2002年 - The Easy Ride Concert（CD/VCD/DVD）
- 2002年 - 01拉闊圧軸Lam & Eason（CD/VCD/DVD）
- 2003年 - Third Encounter 陳奕迅演唱会（CD/VCD/DVD）
- 2004年 - Eason + Sally 903拉闊（CD/VCD/DVD）
- 2006年 - 陳奕迅 Get a Life 演唱会（CD/VCD/DVD）
- 2007年 - Moving On Stage 1演唱会（CD/VCD/DVD）
- 2010年 - Duo 2010香港演唱会（CD/DVD/Blu-ray）
- 2013年 - Eason's Life 香港演唱会（CD/DVD/Blu-ray）

## 映画
- 1997年 - 旺角大家姐
- 1998年 - 烈火青春
- 1998年 - 玻璃之城（邦題『玻璃の城』）
- 2000年 - 十二夜 （《黑夜不再来》第二十回香港電影金像奨最優秀主題歌賞ノミネート）
- 2000年 - 江湖告急
- 2000年 - 薰衣草（邦題『ラベンダー』）（第二十回香港電影金像獎助演男優賞 ノミネート）
- 2000年 - 漫畫風雲
- 2000年 - 百分百感覺II
- 2001年 - 幽靈人間（邦題『スー・チー in ヴィジブル・シークレット』）
- 2001年 - 靚女差館
- 2001年 - 常在我心
- 2002年 - 戀愛行星（邦題『ティラミス』）
- 2002年 - 慳錢家族
- 2002年 - 幽靈人間II鬼味人間 （《你会不会》第二十二香港電影金像獎最優秀主題歌賞ノミネート）
- 2002年 - 賤精先生 （《明年今日》第二十二香港電影金像獎最優秀主題歌賞ノミネート）
- 2002年 - 魂魄唔齊
- 2003年 - 1:99電影行動 （邦題『1:99電影行動』）
- 2003年 - 金雞
- 2003年 - 豪情
- 2003年 - 尋找周杰倫（邦題『ジェイ・チョウを探して』）
- 2003年 - 大佬愛美麗（邦題『エンター・ザ・フェニックス』）
- 2004年 - 愛·作戰
- 2004年 - 重案黐孖GUN （邦題『ヒート・ガイズ 傷だらけの男たち』）
- 2005年 - 神經俠侶（第十一回香港金紫荊奨主演男優賞ノミネート）
- 2007年 - 毎當變幻時
- 2007年 - 野·良犬 （映画祭上映時邦題『野。良犬』）
- 2007年 - 兄弟（《兄弟》第二十七回香港電影金像獎最優秀主題歌賞ノミネート）
- 2007年 - 破事兒（映画祭上映時邦題『些細なこと』）（第四十五回金馬奨最優秀主演男優賞ノミネート）
- 2008年 - 大捜査之女（邦題『大捜査の女』）
- 2008年 - 秘岸 （映画祭上映時邦題『秘岸』）
- 2009年 - 金錢帝國
- 2010年 - 維多利亞壹號（邦題『ドリーム・ホーム』）
- 2010年 - 戀人絮語（映画祭上映時邦題『恋人のディスクール』）
- 2011年 - 隱婚男女（邦題『Mr.&Mrs.シングル』）
- 2011年 - 全球熱戀（邦題『ハッピーイヤーズ・イブ』）
- 2013年 - 金雞sss
- 2015年 - 華麗上班族（邦題『 香港、華麗なるオフィス・ライフ』）
- 2016年「擺渡人 」

## その他
- 2002年、台湾でのコンサート中にステージから落下し、睾丸を一つ失った。今でも台湾のテレビに出演するとそのことをいじられる。
- 2008年に北京オリンピック、2009年にバンクーバーオリンピックの聖火ランナーを務めた。